# 春日家系譜 高坂弾正 子孫のうち 岡山-大阪系

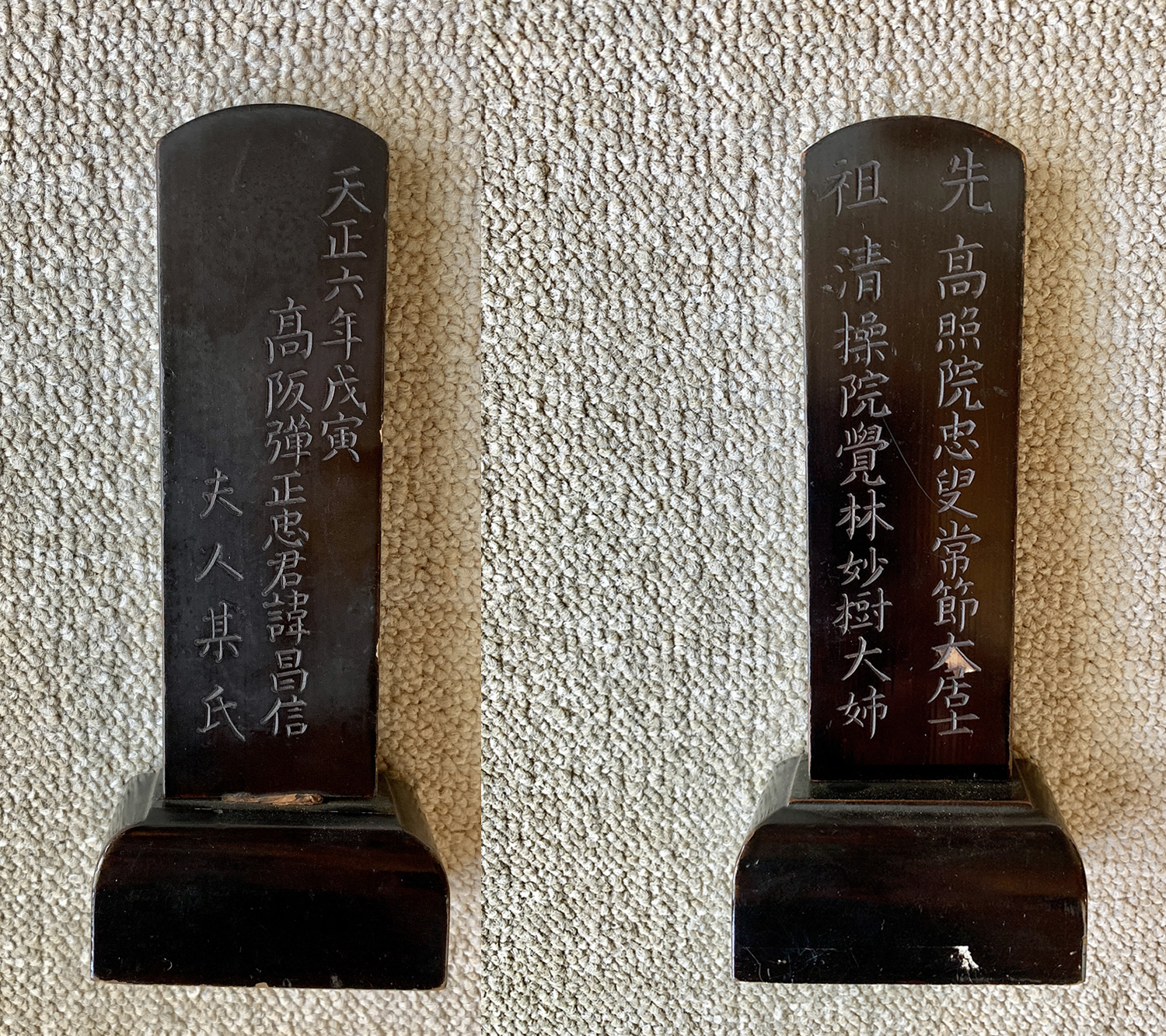
春日家に有る高坂弾正位牌

春日家系譜 高坂弾正 子孫のうち 岡山-大阪系（かすがけ　けいふ　こうさかだんじょう　しそんのうち　おかやま－おおさかけい）では、岡山-大阪系の高坂弾正子孫としての春日家家系をまとめ、江戸末期から明治にかけて大阪で高名な医家であった春日寛平に繋がる系譜を紐解く。

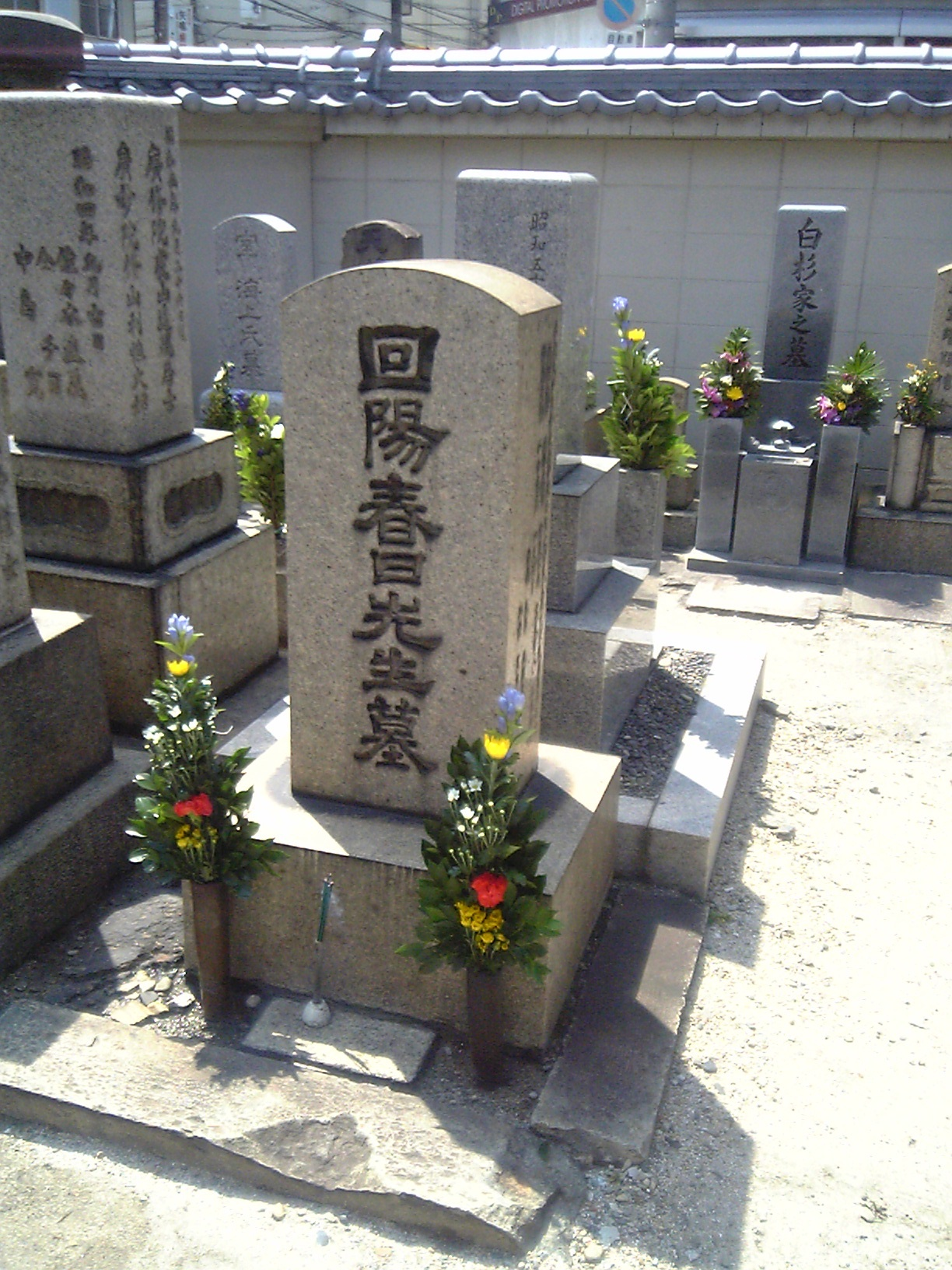
大阪 龍海寺に有る春日寛平の墓。緒方洪庵もこのお寺に墓がある。

## 解説
武田家家臣であり武田晴信 (信玄)・勝頼に仕え、武田四天王のうちの一人であった高坂弾正の嫡流は途絶えているとされるが、その血脈の子孫は複数の系統が有る事が知られている。そのうちの岡山に移住して備前候に使えそののち大阪へ移った春日家の系譜をまとめる。
高坂弾正別名：春日虎綱、高坂弾正昌信（こうさかだんじょうまさのぶ）、幼名：春日源五郎（かすがげんごろう）
高坂と言う氏は信濃の名家高坂氏を継いで名乗っていた氏であり、もともとの氏は春日で甲斐の石和の豪農の出身であった。春日虎綱は春日大隅の子で、武田信玄に見いだされて家臣の道を歩んだ。
甲陽軍鑑は信玄・勝頼期の武田家臣である高坂弾正昌信（春日虎綱、以後「虎綱」と記述する）が武田家の行く末を危惧し、虎綱の甥である春日惣次郎・春日家臣大蔵彦十郎らが虎綱の口述を書き継いだという体裁になっており、勝頼や跡部勝資、長坂光堅ら勝頼側近に対しての「諫言の書」として献本されたものであるとしている。甲陽軍鑑は以前は歴史的間違いが多く江戸時代に創作された偽書であるという誹りを受けていたが、国語学者の酒井憲二が1990年代から国語学的、文献学的、書誌学的検討を行い、軍鑑の信憑性が大きく引き上げられたとされる。この事はNHKの歴史秘話ヒストリア”武田信玄「甲陽軍鑑」が語る真実”で詳細に放映された。
あまり知られていないが、『敵に塩を送る』という”ことわざ”は高坂弾正が川中島の戦いの最中に上杉家に対して行った弔意（戦場に残された6千とも8千とも言われる遺体を敵味方なく集めて手厚く葬ったとされる塚。）に対し義に篤い上杉謙信が高坂弾正の行動に感激し北条・今川の包囲網によって塩を絶たれて困っていた甲斐の国に塩を送ることを決めたという逸話による。
岡山での春日家の系譜については、岡山大学図書館に保管される『先祖御奉公之品書上』に記載されている。それによると、江戸初期には池田家のお殿様の食事係をして江戸に何度も往復していた事が分かる。食事係と言う事は相当に信頼されていたであろうことと、当時は食事係が医者も兼ねていた（医食同源）であろうことから江戸後期に医者となった道筋が見えてくる。
また、岡山県の医学史を研究され、同じ岡山（足守）出身の緒方洪庵と春日寛平（江戸末期から明治にかけて大阪で名医と呼ばれた）の関連性から春日家を調査された岡山大学 中山沃先生と春日誠次との間でやりとりされた書簡も春日家に残されており、載陽遺稿の中で寛平が緒方洪庵の事を”弟”と呼んでいたのが興味深いとおっしゃっている。大阪（今橋3丁目）で緒方洪庵の適塾と寛平の医心庵は隣同士でその関係性がうかがい知れる。
守屋庸庵が緒方洪庵の弟子であったことからも、緒方洪庵と守屋家（春日家との縁が深い）との縁が有ったことをうかがい知ることが出来る。
江戸末期から明治にかけて、大阪で漢方医として高名であった春日寛平も高坂弾正の子孫である。
春日寛平のひととなりや高松凌雲との関係については、日本福祉大学博士：山田みどりの論文 "高松凌雲と同愛社(P60)" と ”高松凌雲の研究 -医師としての思想形成- " を参照。

## 系譜略歴
岡山での春日家の系譜については、岡山大学に保管される『先祖御奉公之品書上』に記載されている。それによると、江戸初期には池田家の殿様の料理人をして江戸に何度も往復していた事が分かる。お殿様の健康に直接的に影響する料理人をしていたという事は相当に信頼されていたであろうことと、当時は料理人が医者も兼ねていた（医食同源）であろうことから江戸後期に医者となった道筋が見えてくる。
- 始祖　高坂弾正
- 二世　高坂源右衛門　- 天生8年　備前の金吾中納言（小早川秀秋）に仕える。文禄元年某月2日没。墓は岡山 瑞雲寺の故金吾殿の廟所の側に小石碑を建てて夫妻を祭った。戒名は高雲院顕嶺不穏居士。
- 三世　堀江助左衛門　- 慶長8年　池田武蔵守に仕える。母方の堀江姓を名乗る。武蔵守殿が早世したので池田光政に仕え、因幡鳥取の城や備前岡山の城に仕えた。正保元年6月17日没。墓は父母の墓の西隣に葬。別系の子息である堀江甚左衛門（助左衛門の長男か？）に繋がる "堀江家先祖并御奉公之品書上[9]"は岡山大学図書館に保管（堀江権平 著）されている。
- 四世　堀江助左衛門　- 光政、綱政に仕える。奉地150石。宝永4年10月7日没。戒名は、勇猛院宗忠日義居士。
- 五世　堀江善五郎（行安）- 綱政、継政に仕える。
- 六世　堀江源右衛門秀明（守義）- 継政、宗政、治政に仕える。
- 七世　堀江助左衛門（祐章）- 継政、宗政、治政、斉政に仕える。
- 八世　高坂松大夫誠明[10] - 斉政に仕える。文化9年 堀江助五郎を改姓名 文政2年岡山を退去し大阪へ出て医業を始める。
- 九世　春日寛平（松大夫・次男）- 江戸末期から明治にかけて大阪での医者
- 十世　春日育造[11] - 寶塚病院院長
- 十一世　春日健造[12] - 名古屋衛戍病院長 陸軍軍医少将 従四位勲三等
- 十二世　春日誠次[13] - 東京大学医学部卒 関東逓信病院副院長 従四位勲三等

- 回陽春日先生（春日寛平）の墓[14]
- 載陽先生配土肥氏 の墓
- 春日蕙山の墓　墓碑文に高坂弾正の末裔であると記載がある。（関西大学の伯園書院Web）
- 春日蕙山配青山氏の墓 母：青山氏の葬儀には1000人以上、うち槍を持った者が167人参列し、春日家菩提寺である龍海寺が人で溢れたとのこと。龍海寺は緒方洪庵の墓所でもあり、交流の深さをうかがい知ることが出来る。
- 寛平の姉：春日 鼎[15]   鼎は舊備前藩士春日蕙山の娘で、父に伴はれて大阪に移つた。【土肥治輔の妻】年二十堺奉行所の與力土肥治輔に嫁し、善く姑に事へた。【貞節】既にして三十六歳夫を亡ひ、子無きを以て生家に還り、其母に侍した。【佛道に入る】遂に佛道に入り、白鳳和尚に就いて剃度し、智鏡と稱した。又兵庫祥福寺の匡道和尚に參禪すること數年、一日忽ち恬然として契悟した。【墓所】安政六年七月朔日享年五十三歳を以て歿し、大阪天滿東寺町龍海寺に葬つた。法諡を靈光院明臺智鏡尼上座といふ。

## 著書
- 甲陽軍鑑　信玄・勝頼期の武田家臣である高坂弾正昌信（春日虎綱）が武田家の行く末を危惧し、虎綱の甥である春日惣次郎・春日家臣大蔵彦十郎らが虎綱の口述を書き継いだという体裁になっており、勝頼や跡部勝資、長坂光堅ら勝頼側近に対しての「諫言の書」として献本されたものであるとしている。
- 春日家奉公書『先祖御奉公之品書上』[16] - 先祖：堀江源右衛門. 堀江助左衛門. 堀江助左衛門. 堀江善五郎. 堀江源右衛門秀明. 堀江助左衛門. 堀江助五郎. 高坂松大夫（文化９年.堀江助五郎を改姓名.文政２年退去）. 春日寛平（松大夫・次男）
- 春日寛平著『載陽遺稿』 -  没後に門人たちによりまとめられ、上,中,下の3巻から成立しており、春日家にも保管されているが、国立国会図書館にも所蔵されている。自筆原稿27冊が大阪府立中之島図書館に保管されている。

## 関連作品
映画
- 杉森修平：『影武者』（1980年・東宝）
- 沖田浩之：『天と地と』（1990年・角川）
- 稲見雅文：『おけちみゃく』（2018年・カエルカフェ）

テレビドラマ
- 村井国夫
  - 『天と地と』（1969年・NHK大河ドラマ）
  - 『おんな風林火山』（1986年・TBS）
- 村上弘明：『武田信玄』（1988年・NHK大河ドラマ）
- 成瀬正孝：『武田信玄』（1991年・TBS大型時代劇スペシャル）
- 里見浩太朗：『風林火山』（1992年・日本テレビ年末時代劇スペシャル　里見は山本勘助と2役を演じている。）
- 金児憲史：『風林火山』（2006年・テレビ朝日
- 田中幸太朗：『風林火山』（2007年・NHK大河ドラマ）役名は春日源五郎→春日虎綱→香坂虎綱
- 大出俊：『天地人』（2009年・NHK大河ドラマ）役名は高坂弾正昌信

その他
- NHKの歴史秘話ヒストリア”武田信玄「甲陽軍鑑」が語る真実”[17]